# Winter-Universiade 2017/Eishockey
Bei der Winter-Universiade 2017 wurden zwei Eishockeyturniere ausgetragen.

## Bilanz

### Medaillenspiegel
| Platz  | Land               | Gold | Silber | Bronze | Gesamt |
| ------ | ------------------ | ---- | ------ | ------ | ------ |
| 1      | Russland           | 2    | –      | –      | 2      |
| 2      | Kanada             | –    | 1      | 1      | 2      |
| 3      | Kasachstan         | –    | 1      | –      | 1      |
| 4      | Vereinigte Staaten | –    | –      | 1      | 1      |
| Gesamt | Gesamt             | 2    | 2      | 2      | 6      |

### Medaillengewinner
| Disziplin | Gold | Silber | Bronze |
| --------- | --- | --- | --- |
| Männer    | RusslandAndrej Alexejew Ilja Andrjuchow Timur Biljalow Wladislaw Jefremow Andrei Jerofejew Daniil Iljin Iwan Iwanow Dmitri Kirillow Juri Koslowski Roman Kudinow Maxim Kudrjaschow Michail Orlow Artjom Ossipow Kirill Pilipenko Wladimir Repin Alexander Samonow Andrei Schtscherbow Wadim Schutow Nikita Sirotkin Sergei Smurow Alexander Tarasow Roman Tatalin Dmitri Kirillow Stanislaw Zabornnikow | KasachstanPawel Akolsin Alexei Anziferow Älichan Ässetow Artjom Burdelew Georgi Dulnew Wladimir Grebenschchikow Dmitri Grenz Madijar Ibrajbekow Jaroslaw Jewdokimow Sergei Kudrjawzew Nikita Michailis Wladislaw Nikulin Alexander Nurek Anton Petrow Alexander Pisarew Pawel Poluektow Michail Rachmanow Anton Sagadejew Konstantin Sawenkow Kirill Sawizki Stanislaw Sinchenko Iwan Stepanenko | KanadaSpencer Abraham Guillaume Asselin Sebastien Auger Kevin Bailie Alexander Basso Charles-David Beaudoin Etienne Boutet Nathan Chiarlitti Slater Doggett Corey Durocher Tommy Giroux Olivier Hinse Martin Lefebvre Michael McNamee Eric Ming Michael Moffat Pierre-Olivier Morin Brent Pedersen Mathieu Pompei Scott Simmonds Ryan van Stralen Brett Welychka |
| Frauen    | RusslandWalerija Tarakanowa Angelina Gontscharenko Elina Mitrofanowa Alexandra Wafina Ljudmila Beljakowa Lijana Ganejewa Jekaterina Lobowa Nina Pirogowa Olga Sossina Marija Batalowa Lidija Maljawko Fanusa Kadirowa Alewtina Schtarjowa Marija Sorokina Anna Schibanowa Jekaterina Nikolajewa Inna Djubanok Jelena Podkamennaja Nadeschda Morosowa Jewgenija Djupina Anna Schochina                   | KanadaKelty Apperson Katherine Bailey Mélodie Bouchard Jessica Cormier Catherine Dubois Kylie Gavelin Katelyn Gosling Kelly Gribbons Brianna Iazzolino Alexandra Labelle Valerie Lamenta Maude Laramée Alexis Larson Jaycee Magwood Rachel Marriott Kelly Murray Daley Oddy Alexandra Poznikoff Erica Rieder Alanna Sharman Stephanie Sluys Kaitlin Willoughby                                   | Vereinigte StaatenLauren Allen Jordan Anderson Kathleen Ash Katelyn Augustine Rachael Booth Alexandra Brown Sabrena Camp Cassandra Dunne Amber Greene Kelsey Jaeckle Brittani Lanzilli Brittany Levasseur Leah MacArthur Nicole Matthews Kendra Myers Lyndsay Oden Jessica Rushing Rebecca Senden Livia Twohig Alyssa Visalli Madeline Wolsmann                  |